# Park Narodowy Karula
Park Narodowy Karula (est. Karula rahvuspark) – park narodowy w Estonii, w prowincji Võrumaa.

## Położenie
Park leży w prowincji Võrumaa w południowej Estonii, ok. 70 km na południe od miasta Tartu. 

## Opis
Od 1979 roku wzgórza Karuli były obszarem chronionego krajobrazu. Sam park narodowy utworzono tu w 1993 roku. Park ma powierzchnię ok. 123 km² i obejmuje ochroną krajobrazy polodowcowe z charakterystycznymi formami kemów, ozów i 40 jezior polodowcowych. Wzgórza pokrywają pola, łąki lub lasy, występują tu również torfowiska i trzęsawiska. Największym trzęsawiskiem jest Äestamise – zajmuje 2,19 km².
Park należy do sieci obszarów objętych ochroną przyrody na terytorium Unii Europejskiej – Natura 2000. 

### Jeziora
Na terenie parku znajduje się 40 jezior o łącznej powierzchni ponad 3,88 km²: Ähijärv, Pormeistri, Küüdre, Karula Savijärv, Kallõtõ, Kaadsi Mustjärv, Väikene Mustjärv, Kaadsijärv, Karula Papijärv, Õdri, Köstrijärv, Karula Raudjärv, Mikilä, Rebäsejärv, Sibula, Küünimõtsa, Saarjärve Kogrõjärv, Viitka, Ojajärv, Suur Saarjärv, Väikene Saarjärv, Kaugjärv, Karula Linnajärv, Konnumäe, Lajassaarõ, Alakonnu, Kuikli, Väiku-Kuikli, Ahnõjärv, Väikene Pehmejärv, Ähijärve Kogrõjärv, Vihmjärv, Pautsjärv, Ähijärve Vahejärv, Ähijärve Peräjärv, Suur-Apja, Väiku-Apja, Ubajärv, Põrgujärv. Największym jeziorem jest Ähijärv, które zajmuje powierzchnię 1,72 km². 

### Flora i fauna
Na terenie parku odnotowano 563 gatunków roślin naczyniowych, w tym 19 gatunków storczyków, 157 gatunków ptaków, 7 gatunków płazów, 5 gatunków gadów i 42 gatunki ssaków. 
Występują tu m.in. takie gatunki chronione zwierząt jak bocian czarny, rybołów zwyczajny, orlik krzykliwy, jaszczurka zwinka, grzebiuszka ziemna. W wodach jezior żyją perce, płocie, szczupaki, karasie i liny, a z gatunków chronionych: kozy i piskorze.
Z gatunków chronionych roślin rośnie tu m.in. podejźrzon marunowy. Na trzęsawiskach występują bagno zwyczajne, chamedafne północna, żurawina oraz różne gatunki storczyków, m.in. wyblin jednolistny, wątlik błotny, kruszczyk błotny i lipiennik Loesela.

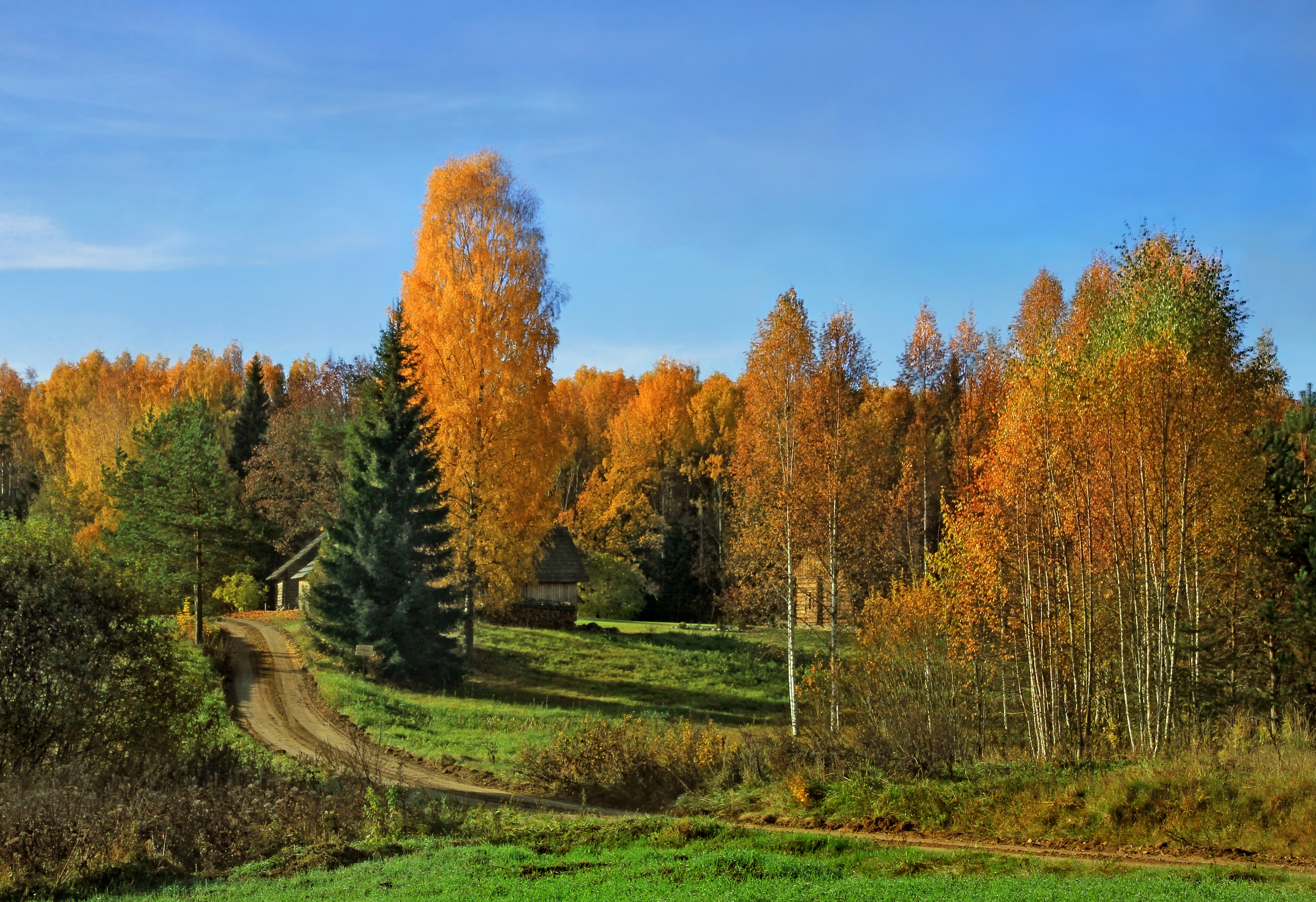
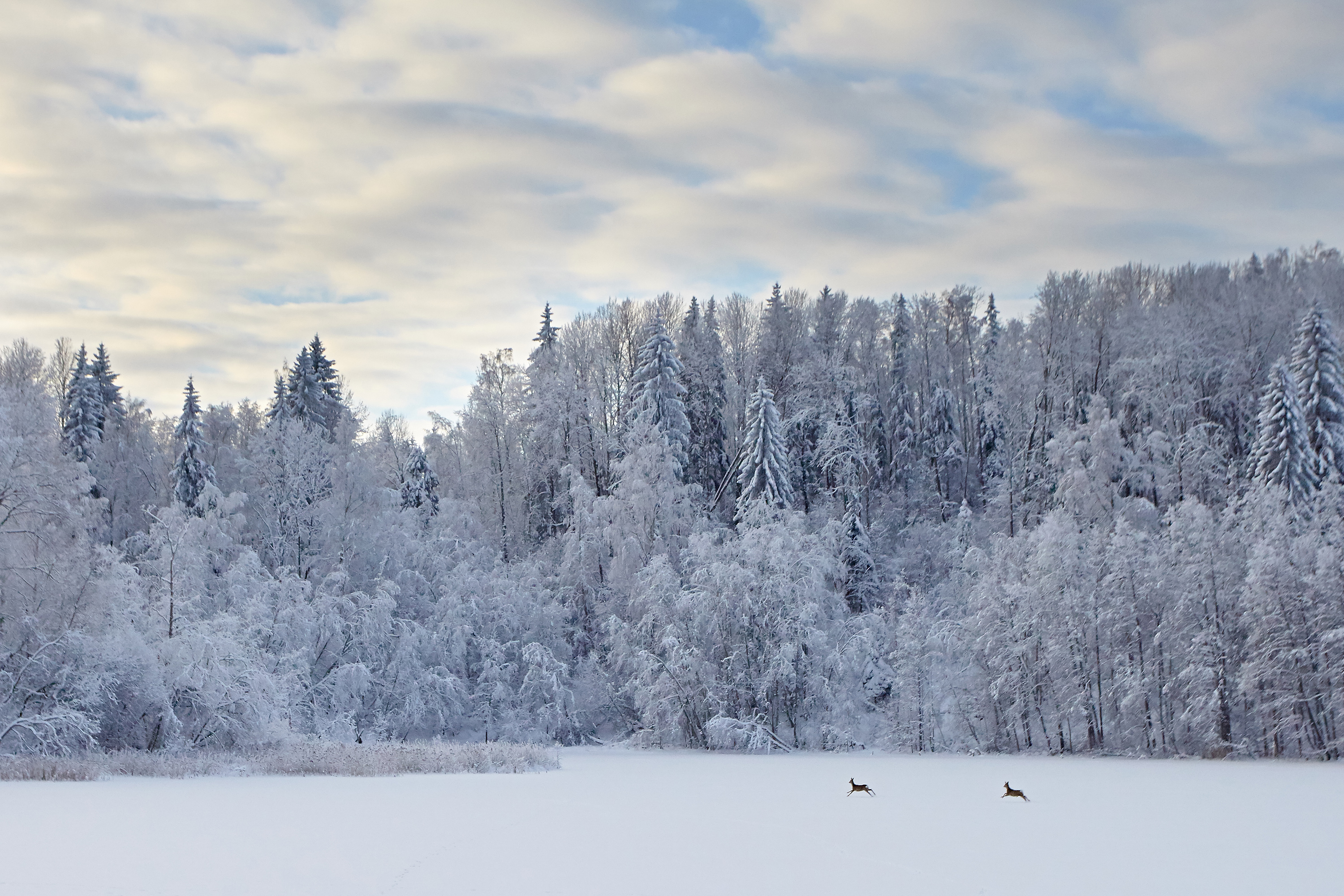
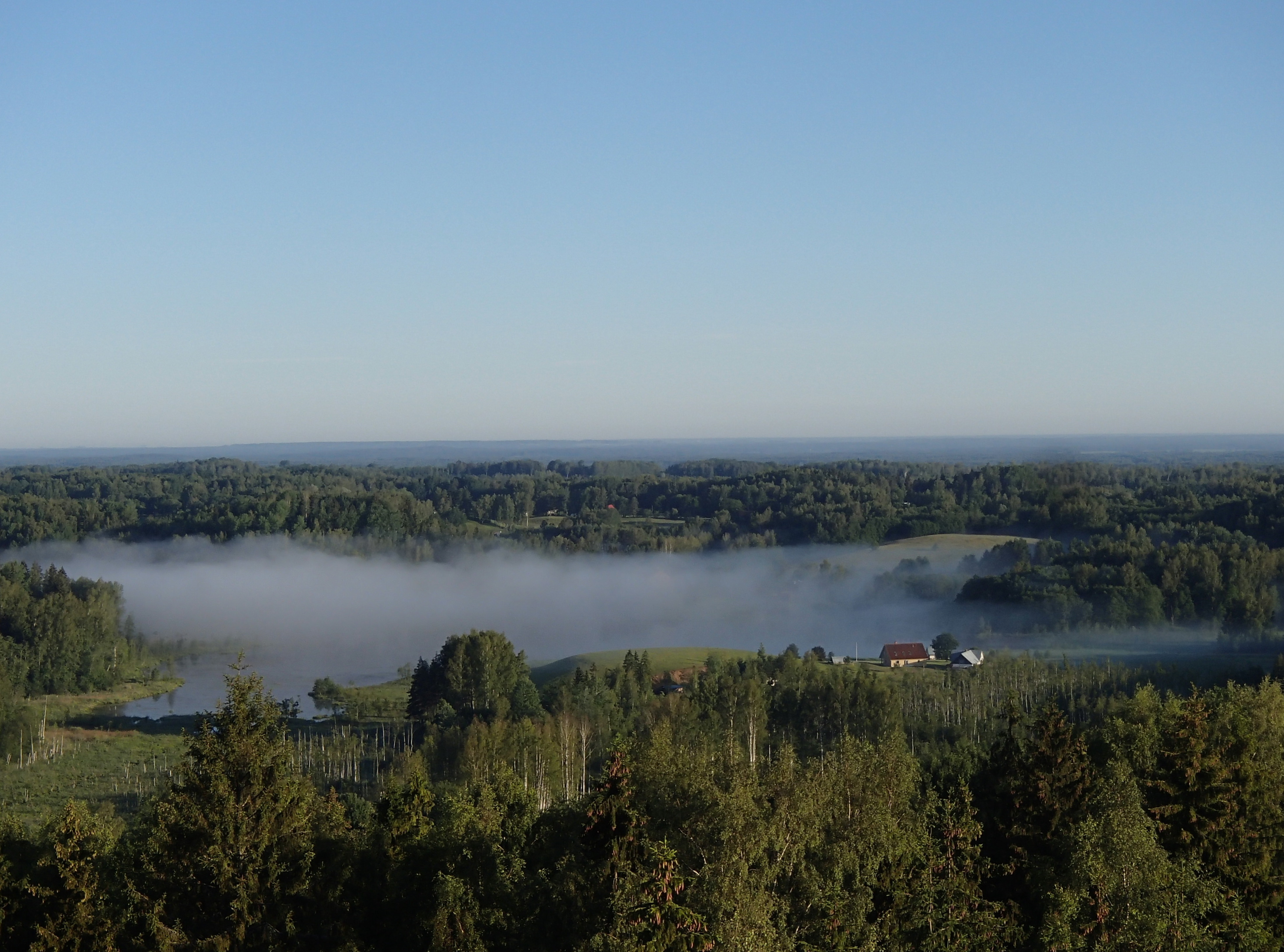
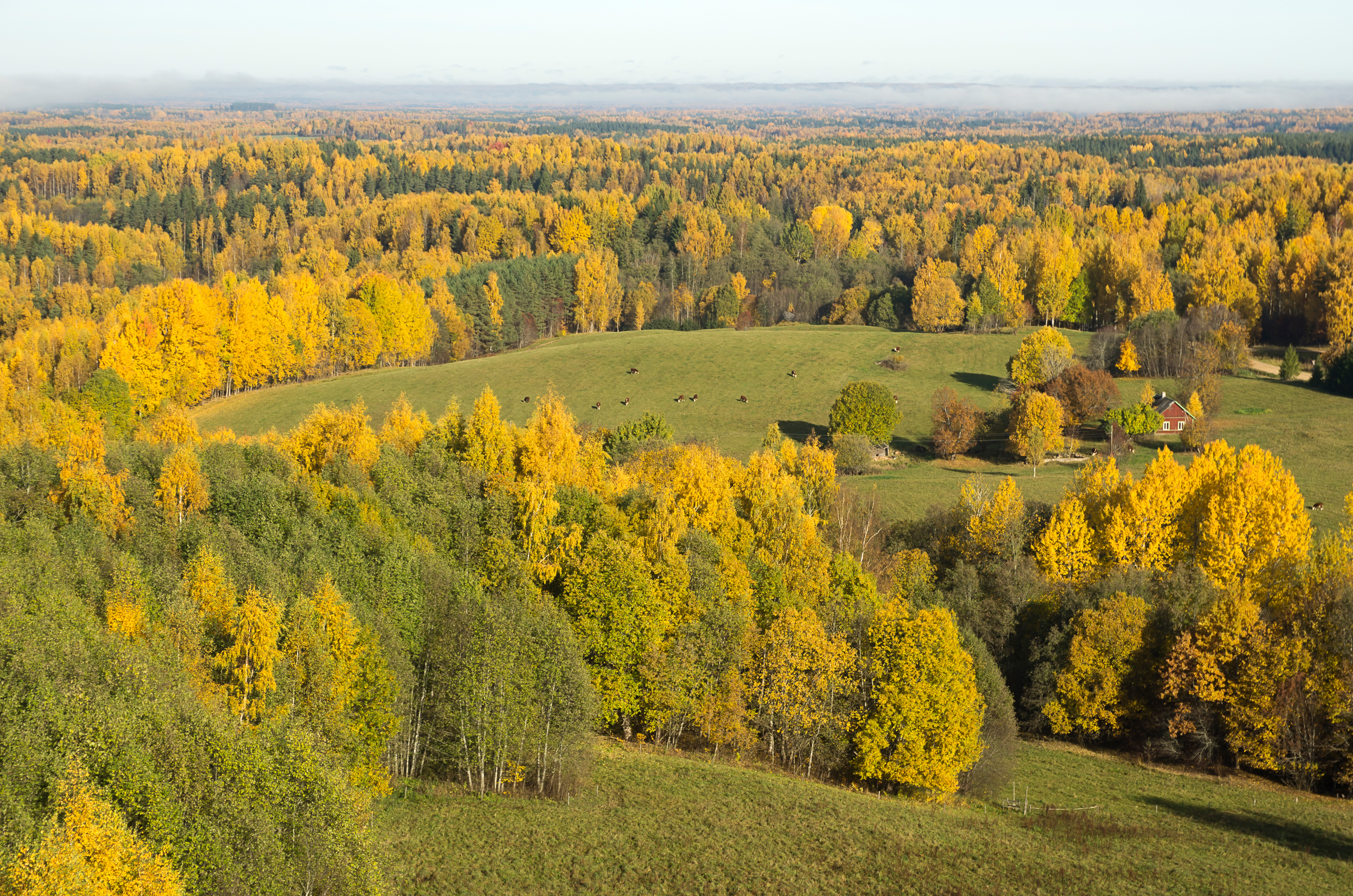